# Motobloc Type G
Der Motobloc Type G ist ein französisches Pkw-Modell der 1900er Jahre. Hersteller war Motobloc in  Bordeaux.

## Beschreibung
Motobloc wurde am 19. April 1902 als Nachfolgeunternehmen von Schaudel gegründet. Der Type G war das erste Modell der Marke. Von Schaudel gab es ebenfalls einen Type G, der am 2. Juni 1900 seine Zulassung von der nationalen Zulassungsbehörde erhielt. Beide Typen haben einen Zweizylindermotor. Der Motobloc-Motor trägt den Zusatz „System Schaudel“. Die von Schaudel erfundene Bauweise, bei der Motor und Getriebe miteinander verblockt sind, setzte Motobloc fort. Dennoch ist nicht sicher, ob Motobloc das Modell nahezu unverändert von Schaudel übernahm.
Das Grundmodell wurde von 1902 bis 1903 hergestellt. In diesem Punkt ist es überraschend, dass der 19. Mai 1903 als Zulassungsdatum von der Behörde überliefert ist. Allerdings war bereits bei kleinen Änderungen an Motor, Getriebe oder Kraftübertragung eine erneute Prüfung notwendig. Der Zweizylinder-Reihenmotor ist wassergekühlt. Er hat 2376 cm³ Hubraum bei einer Bohrung von 110 mm und einem Hub von 125 mm. Das Modell war steuerlich mit 12 CV eingestuft. Das Getriebe hat vier Gänge. Zur Wahl standen Ketten- und Kardanantrieb. Das Fahrgestell hat 200 cm Radstand. Die Fahrzeuge sind 295 cm lang, 150 cm breit und 145 cm hoch.
Am 24. Mai 1903, also kurz nach dem oben erwähnten Zulassungsdatum, startete das Rennen von Paris nach Madrid. Motobloc setzte drei Fahrzeuge des Type G ein. Sie waren als offene Zweisitzer im Stil eines Phaeton karossiert. Im Gegensatz zum Serienmodell betragen Bohrung und Hub jeweils 120 mm. Das ergibt 2714 cm³ Hubraum. Die Fahrzeuge wiegen 650 kg. Fahrer waren Maurice Versein mit der Startnummer 272, Charles Dombret mit Nr. 273 und Émile Dombret mit Nr. 274. Das Rennen wurde wegen mehrerer Unfälle in Bordeaux abgebrochen. Die drei Fahrer erreichten Bordeaux.
Aus Anlass dieses Rennens gab es von 1903 bis 1904 eine Ausführung, die als Type 10 CV „Paris–Madrid“ bezeichnet wird. Sie hat ebenfalls einen Zweizylindermotor nach System Schaudel, aber nur ein Dreiganggetriebe. Es sind sowohl 10 CV als auch 10–12 CV überliefert. Die Zylinderabmessungen sind nicht bekannt. Der Radstand beträgt ebenfalls 200 cm, die Spurweite 124 cm. Für das reine Fahrgestell ist ein Gewicht von 600 kg bekannt. Eine Abbildung zeigt einen Tonneau.
1906 folge der Motobloc Type L mit dem größeren der beiden genannten Motoren.
Ein erhaltenes Fahrzeug von 1903 befindet sich in England. Es ist anzunehmen, dass es einer der drei Rennwagen ist, die damals am Rennen von Paris nach Madrid teilnahmen.